# پولگاهاولا
پولگاهاولا (به لاتین: Polgahawela) یک منطقهٔ مسکونی در سری‌لانکا است.